# Bavia aericeps
Bavia aericeps är en spindelart som beskrevs av Simon 1877. Bavia aericeps ingår i släktet Bavia och familjen hoppspindlar. Inga underarter finns listade.